# Дамский, Абрам Исаакович
Абра́м Исаа́кович Да́мский (20 января 1906, Ковно, Российская Империя — 26 апреля 1988, Москва) — советский архитектор. Специалист по проектированию интерьеров общественных зданий и оборудования. Был первым разработчиком типовых советских светильников, занимался «освещением» московского метро. Автор трудов по искусственному освещению и цвету в интерьере и городской среде. Член Союза архитекторов СССР (1939). Кандидат архитектуры (1965). Участник Великой Отечественной войны. Почётный железнодорожник.

## Биография
Абрам Исаакович (Ицикович) Дамский родился 20 января (по старому стилю) 1906 года в Ковне, в семье вилиямпольского мещанина Ицика Абрамовича Дамского (1876—?) и Муши-Малки Иоселевны Дамской (в девичестве Гефен, 1876—?), заключивших брак там же в 1902 году.
В 1929 году окончил факультет обработки дерева и металла Вхутемаса со званием инженера-художника по проектированию внутреннего оборудования зданий. Ученик В. Е. Татлина и А. М. Родченко.
После окончания института работал на заводе «Электросвет» в Москве. Был конструктором и начальником цеха завода. Занимался разработкой светильников для художественного освещения зданий и станций метро. Им были созданы светильники для театра имени Навои в Ташкенте, Казанского и других вокзалов в Москве, здания МИДа, гостиницы «Украина», восемнадцати станций Московского метрополитена, а также серия экспериментальных светильников. В дальнейшем круг его творчества расширился, и помимо светильников он занялся встроенным оборудованием, внутренней отделкой, столярными изделиями, а также ограждениями балконов и лоджий, витринами, отделкой фасадов зданий.
В 1939—1941 годах работал в Управлении строительства Дворца Советов, Москва, СССР. В 1943—1949 годах работал в московском Метрострое. В 1949—1956 годах — в архитектурной мастерской Министерства строительства СССР.
С 1956 года работал в МНИИТЭП. Был организатором и руководителем отдела внутреннего оборудования, преобразованного в дальнейшем в отдел интерьера и оборудования зданий. С 1979 года работал в лаборатории интерьера и архитектурной светотехники (старший научный сотрудник).
Участвовал во многих конкурсах. Награждён медалями ВДНХ, дипломами 1-й степени Всесоюзной выставки и Моссовета, почётной грамотой правительства Узбекской ССР.
Автор нескольких книг и более 30 статей в различных изданиях.
Член комсомола с 1920-х годов, в 1937 году вступил в КПСС. Избирался в низовые партийные органы, был партийным пропагандистом. Член Союза архитекторов СССР с 1939 года. Являлся заместителем председателя комиссии по интерьеру и синтезу искусства Союза архитекторов.

## Избранные работы
- Светильники на станции метро «Таганская», Москва (1950);
- Светильники на станции метро «Октябрьская», Москва (1950, совместно с Л. Поляковым);
- Типовые светильники для подсобных помещений станций московского метро.

## Публикации
- А. И. Дамский. Осветительная арматура. М., 1947
- А. И. Дамский. Светильники для жилых и общественных зданий массового строительства. М., 1962
- А. И. Дамский, Т. Е. Астрова, Ю. С. Маркеев, Б. В. Нешумов. Осветительная арматура для общественных и жилых зданий: по материалам выставки мебели и оборудования общественных зданий, организованной на ВДНХ в 1961—1962 гг. / Центральный институт научно-технической информации приборостроения, электропромышленности и средств автоматизации. Москва, 1963.
- А. И. Дамский, В. А. Миронова. Искусственный свет в интерьере общественных зданий. Москва, 1964
- А. И. Дамский. Электрический свет в архитектуре города. М., 1970
- Дамский, Абрам Исаакович. Обои для современной квартиры. М. : Лесн. пром-сть, 1987.